# Gyepűbükköny
A gyepűbükköny (Vicia sepium) a hüvelyesek (Fabales) rendjébe, ezen belül a pillangósvirágúak (Fabaceae) családjába tartozó faj.

## Előfordulása
A gyepűbükköny csaknem egész Európában megtalálható. Ázsia mérsékelt övi részein, Törökországtól Indiáig és Kínáig fellelhető. Az afrikai Marokkóban is előfordul. Szibéria keleti felébe, Észak-Amerikába és a Falkland-szigetekre betelepítették.

## Megjelenése
Ez a növény általában 30-60 centiméter hosszú, esetenként 100 centimétert is elérő hajtásokat fejlesztő évelő növény. Szára heverő-felemelkedő vagy a levélgerincek végén levő többágú kacsok segítségével más növényekre kapaszkodik. Levelei párosan szárnyaltak, 4-9 pár tojás alakú vagy hosszúkás tojásdad, tompa vagy kicsípett csúcsú levélkével. A szár a levelekkel együtt rövid, puha szőrű. A levelek hónaljában kettesével-ötösével nyíló, mintegy 1,5 centiméter hosszú szennyes ibolyaszínű virágok rövid kocsányú, fürtszerű virágzatot alkotnak.

## Életmódja
A gyepűbükköny napfényes erdők és erdőszélek, ligetek, cserjések, kaszálórétek, utak széle lakója. Többnyire vályogtalajokon nő.
A virágzási ideje április–június között van, de olykor augusztusig is tart.

## Képek

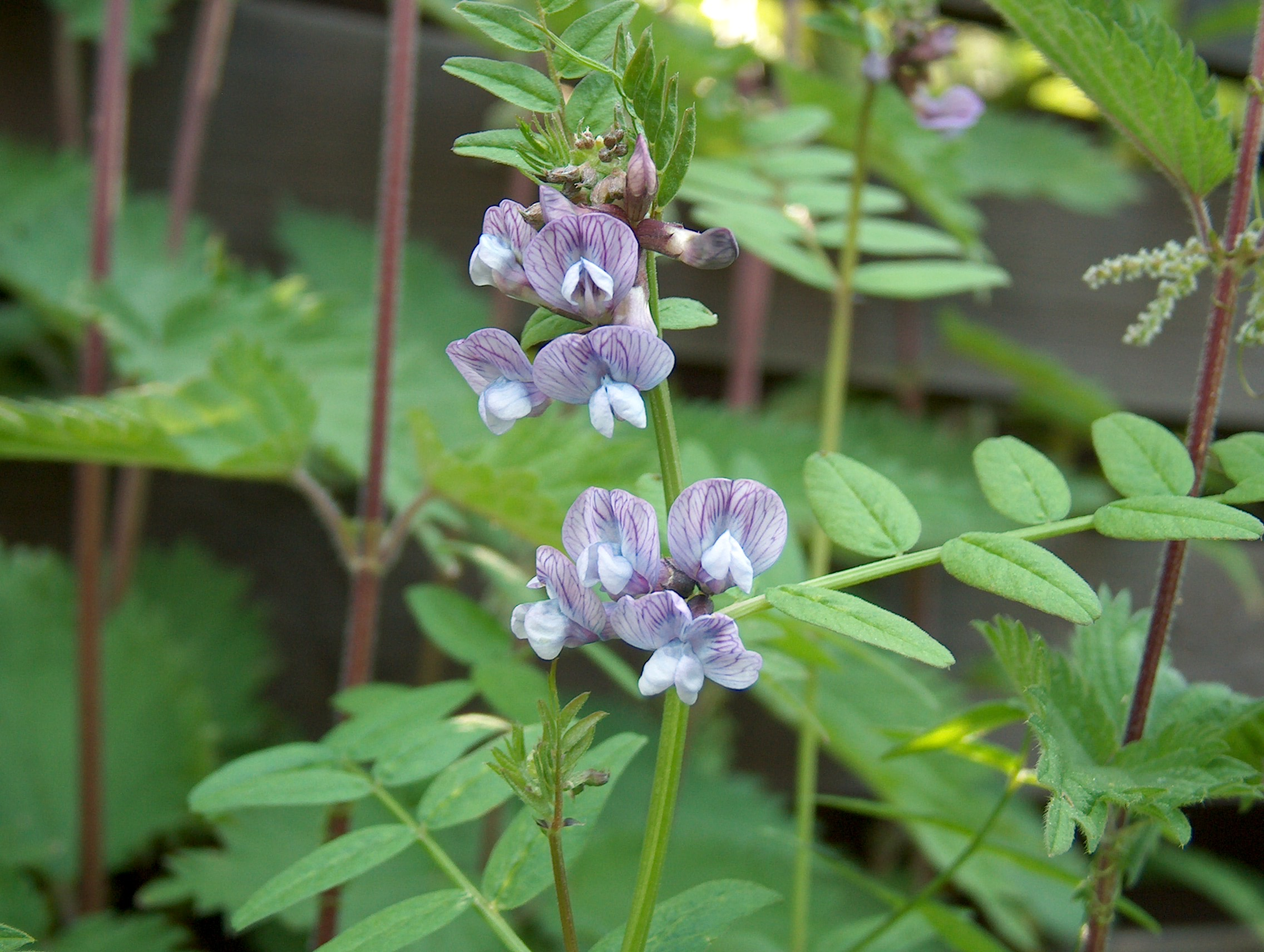
A növény
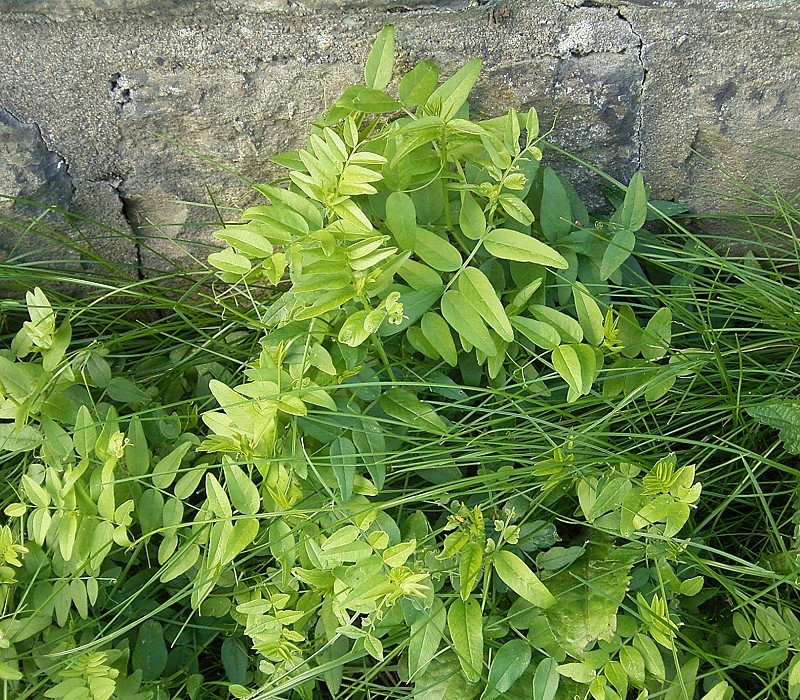
a szabad természetben
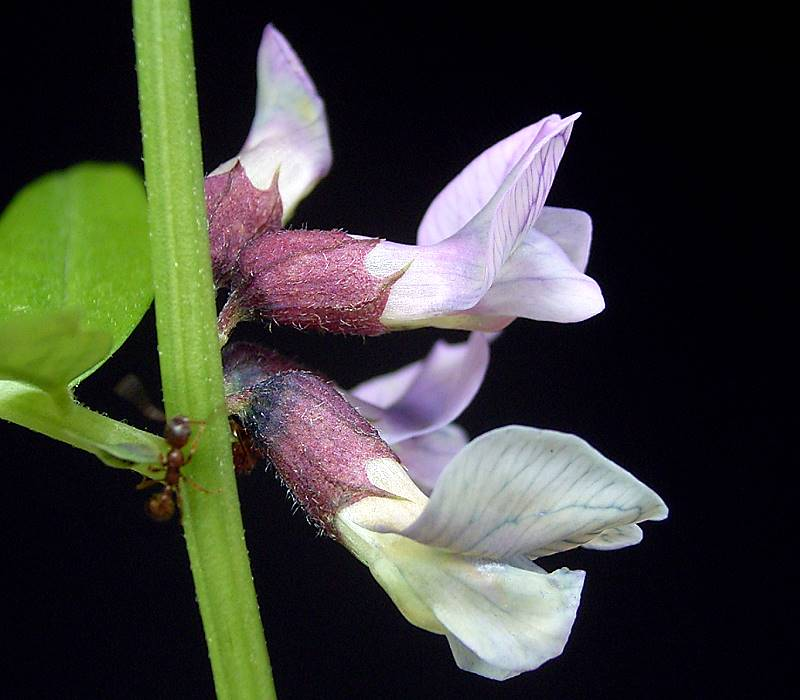
Virágai oldalról
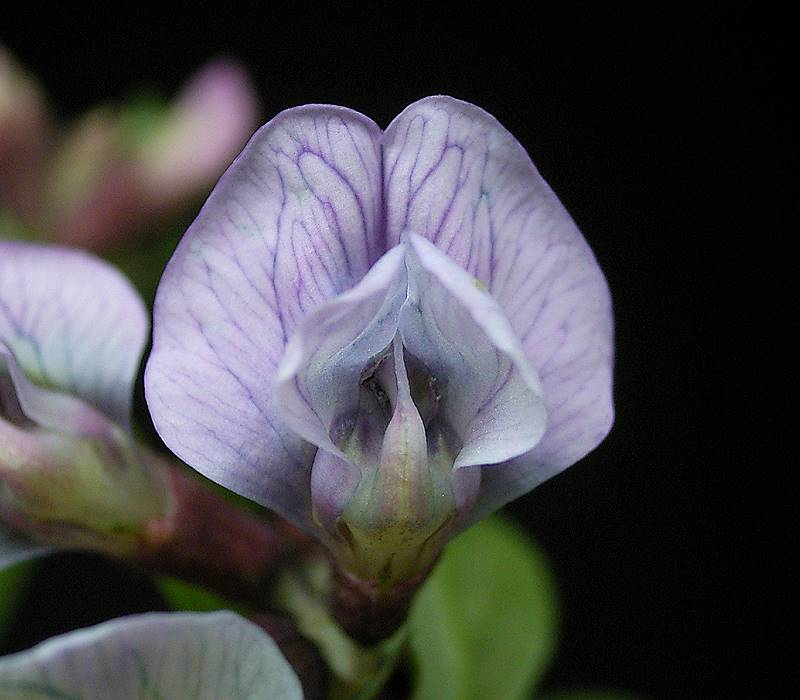
és szemből
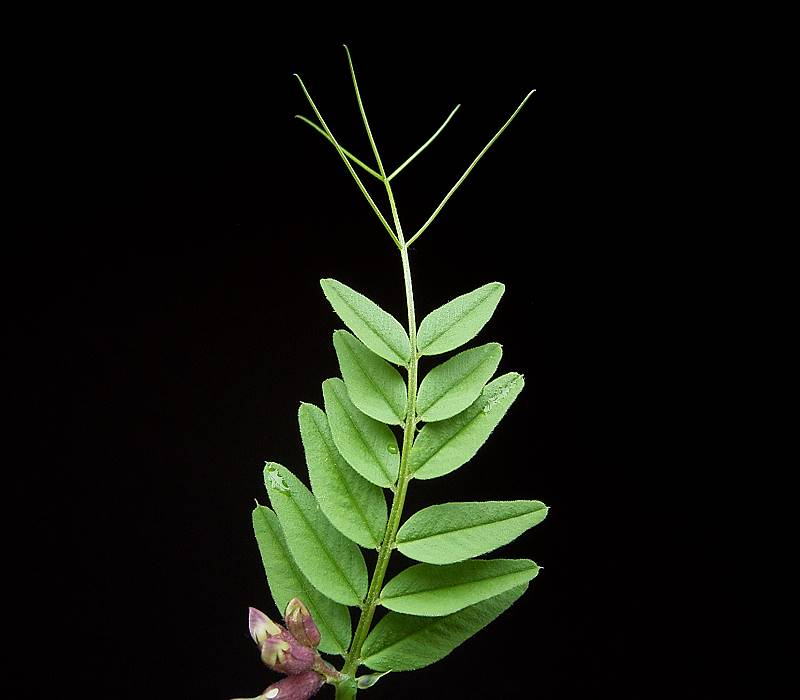
Levelei
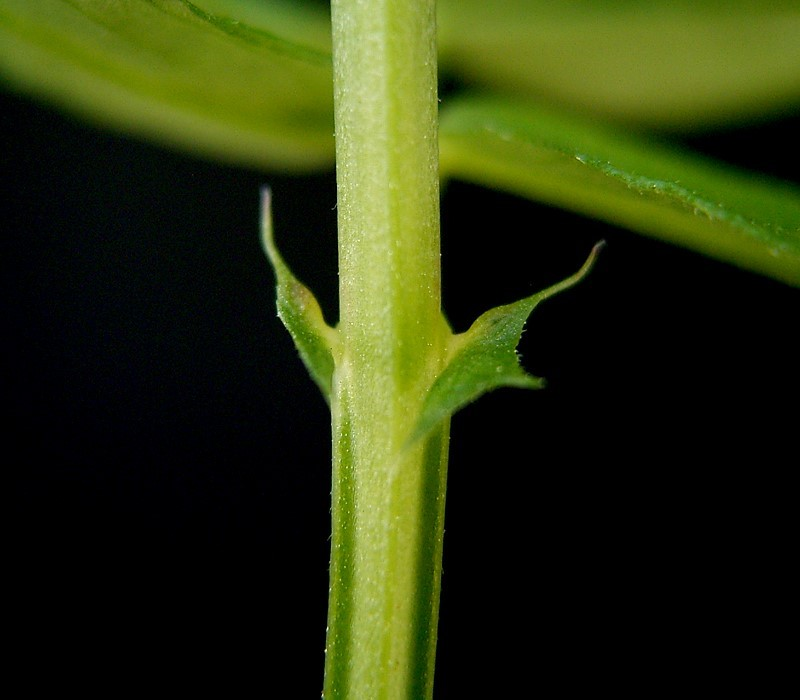
Szára
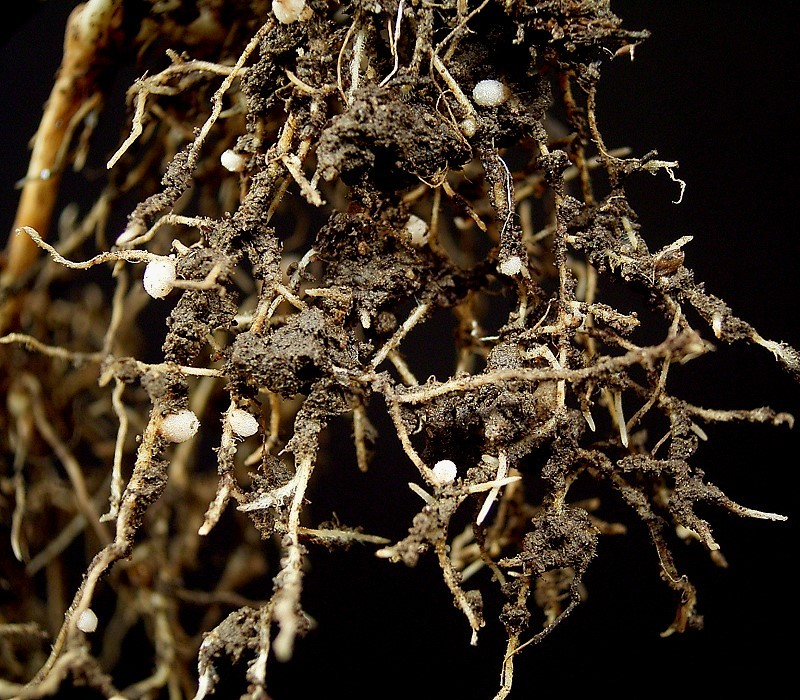
Gyökerei
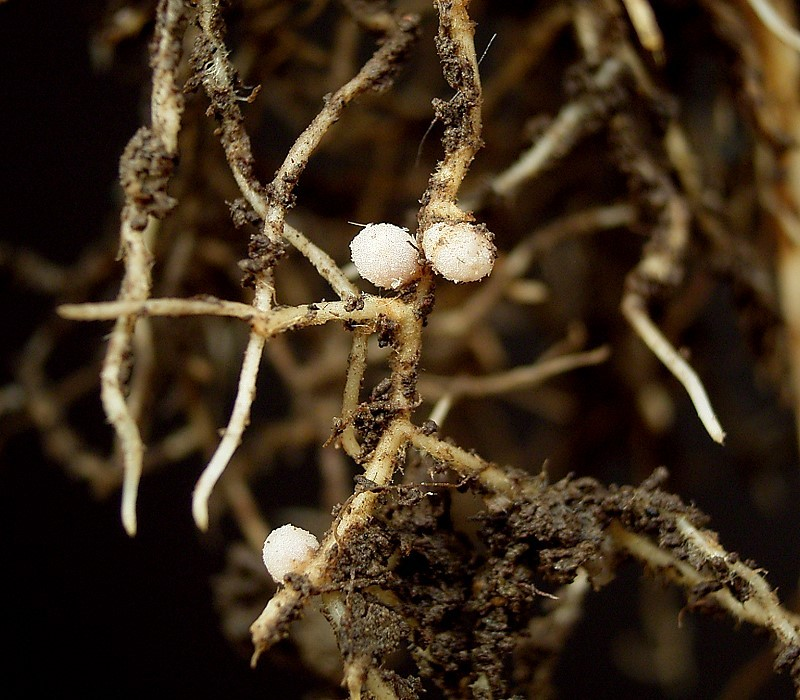
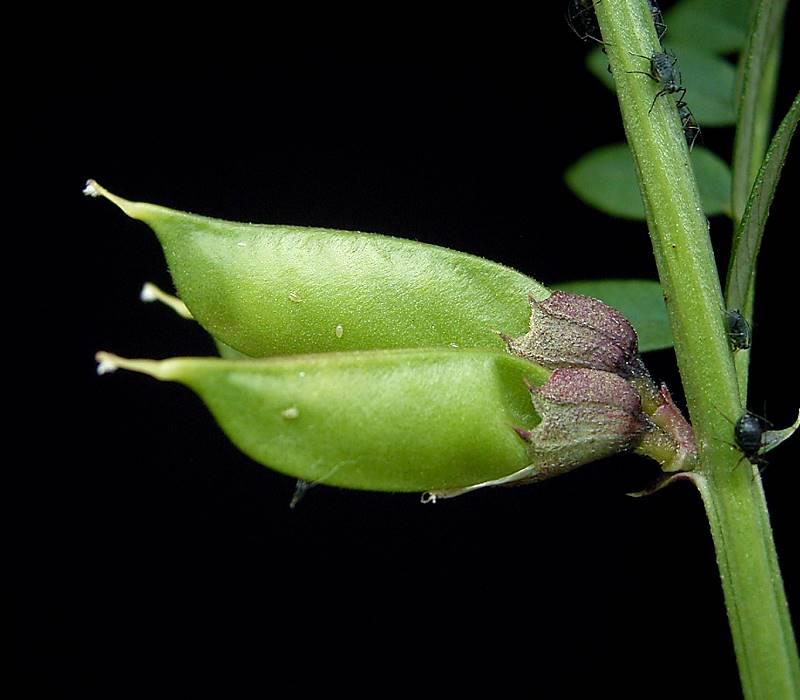
Termései
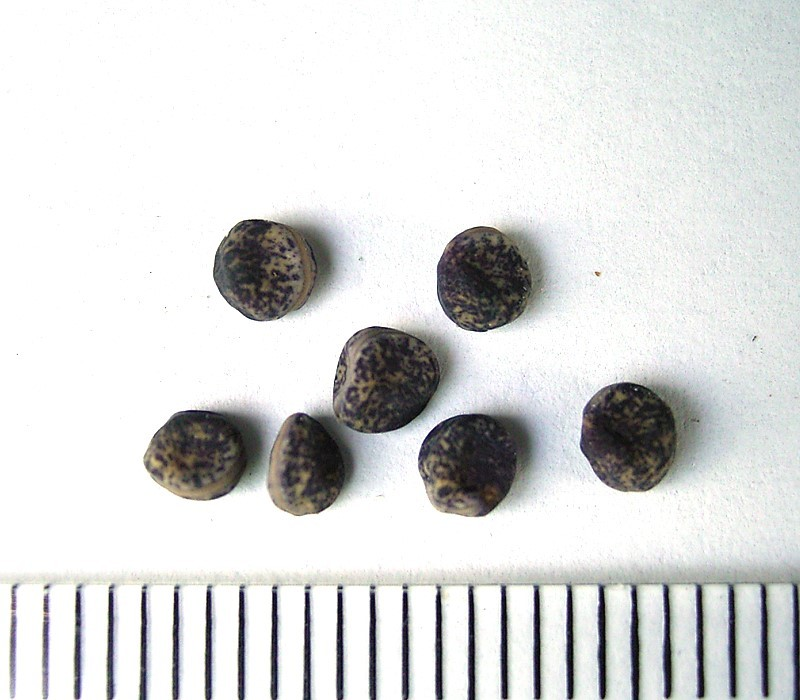
Magvai
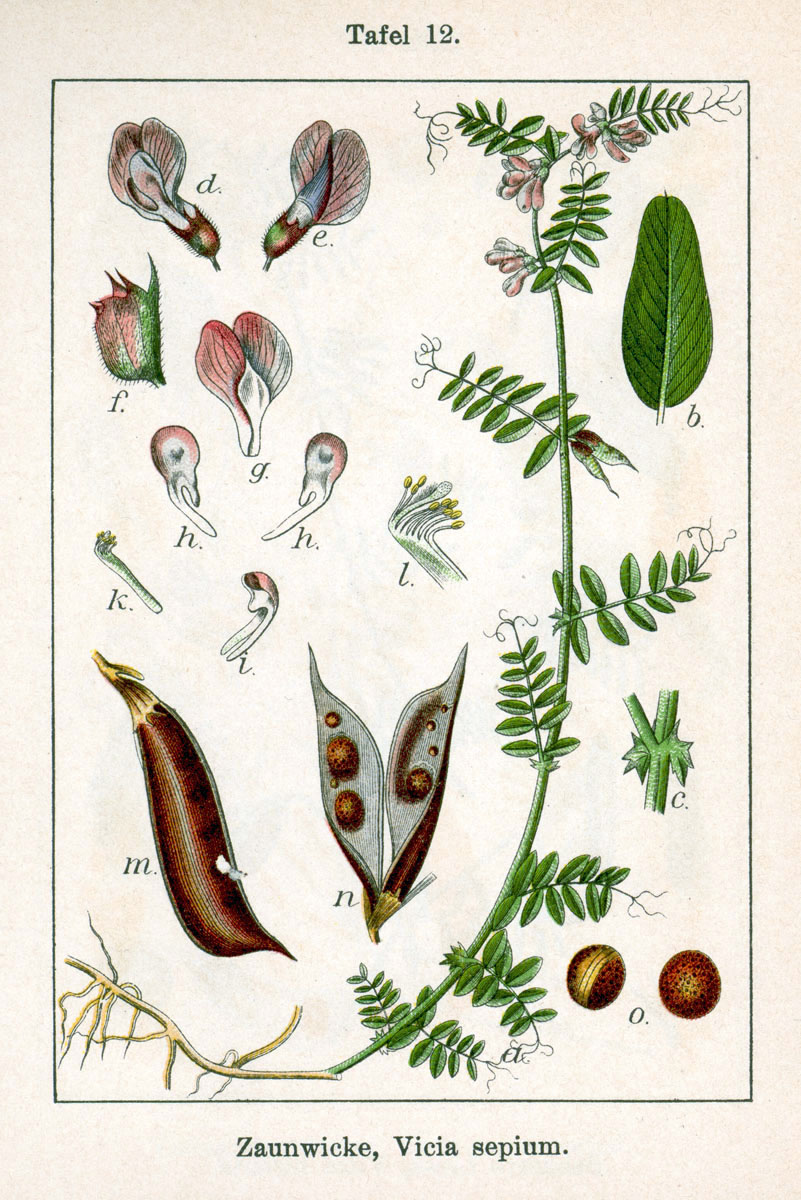
Rajzok a növényről
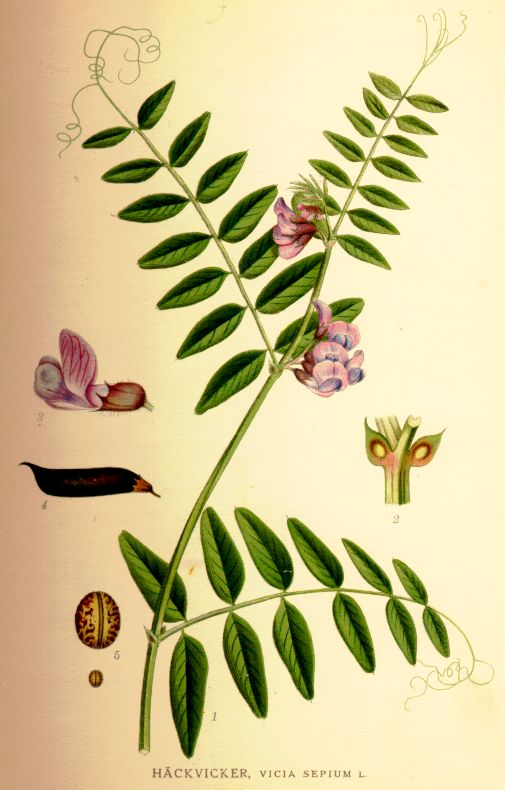